# En defensa pròpia

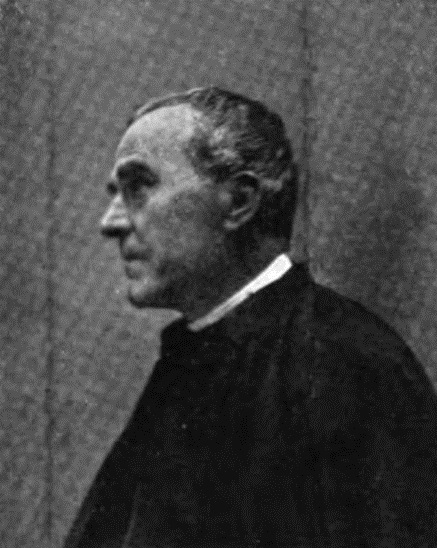
Jacint Verdaguer

En defensa pròpia és un recull d'articles de Jacint Verdaguer publicats a la premsa de Barcelona en dues sèries, els anys 1895 i 1897, on el poeta i sacerdot es defensa davant l'opinió pública d'una campanya de desprestigi i assetjament.

## Context
Els articles, que Verdaguer anomena "cartes", apareixen en un moment en què el poeta esclata en sentir-se profundament desprestigiat i assetjat per amics i escriptors i considera que ha de donar una explicació a l'opinió pública. Amb un estil contundent, clar i directe i amb noms i fets explica una vida de servei i amistat amb el Marquès de Comillas i la col·laboració respecte el que li havia demanat el bisbe de Vic.
Acaba de ser expulsat del càrrec que tenia al palau del Marquès de Comillas i el bisbe de Vic l'expulsa de Barcelona i el fa anar al Santuari de la Gleva. També han intentat ingressar-lo com a dement i el tribunal eclesiàstic li retira les llicències sacerdotals. "Deien que estava dement, ho feien rodolar per Barcelona, València i Madrid i també per la Plana de vic", lamenta als escrits.

## Història
En un primer moment els escrits van ser publicats a la premsa de Barcelona en dues sèries, una primera l'any 1895 i una darrera el 1897. "Ha sortit l'home que ha estat sempre, l'inicial, el pagès, el fadrí de muntanya, l'autèntic, el sacrificat, el que els seus contemporanis ignoren", explica l'estudiós de l'obra de Verdaguer Josep Miracle, que valora la "sinceritat".
La primera sèrie s'inicia amb un text a El Noticiero Universal del 17 de juny del 1895 i continua amb onze articles publicats a La Publicidad entre el 6 d'agost i l'1 de setembre de 1895 signats per Un sacerdot calumniat. Amics del poeta aplegaren els articles en un opuscle revisat pel poeta i publicat per l'editorial L'Avenç amb la traducció al castellà i quatre poesies. Era la primera edició de la primera sèrie d'En defensa pròpia.
Entre el 5 d'agost i el 21 de setembre de 1897 Verdaguer hi tornà, ara signant com Un sacerdot perseguit. En aquest cas va publicar els 26 articles simultàniament als diaris La Publicidad i La Opinión. L'autor justifica aquesta nova remesa d'articles amb l'incompliment del bisbe de Vic de la promesa de d'aixecar-li la suspensió com a sacerdot.

## Significació
Els escrits constitueixen "una fita cabdal del periodisme català i la prosa catalana contemporània", com han indicat diversos historiadors. L'historiador del periodisme Josep Maria Casasús indica que "representen la primera gran manifestació de l'esclat dels grans debats periodístics, de les llargues polèmiques de finals de segle sobre qüestions de justícia i de moral".
A França Émile Zola publica entre el 1897 i el 1900 un cicle d'articles polèmics en el que es coneix com el Afer Dreyfus. El conegut article J'accuse va aparèixer quatre dies després que la publicació del darrer article en defensa pròpia de Verdaguer.